# Leo VIII.
Leo VIII. (* in Rom; † 1. März 965) war ab 4. Dezember 963 Papst.
Sein Vorgänger Johannes XII. wurde durch eine von dem römisch-deutschen Kaiser Otto I. einberufenen Synode nach einer Anklage gegen ihn wegen zahlloser Verbrechen abgesetzt. Die Synode wählte daraufhin Leo VIII. am 4. Dezember 963 zum Papst.
Der Protonotarius Leo galt als würdige Person, war jedoch zum Zeitpunkt seiner Ernennung zum Papst Laie. Gegen den Kanon wurde er vom Bischof von Ostia an einem Tag nacheinander zum Ostiarius, Lektor, Exorzisten, Akolythen, Subdiakon, Diakon, Priester und schließlich zum Bischof geweiht. Nach seiner Wahl wurde Leo VIII. auf Basis des Privilegium Ottonianum als Papst inthronisiert. Obwohl er von einigen zum Gegenpapst erklärt wurde, gilt er als rechtmäßiger Nachfolger von Johannes XII.
Johannes XII. selbst hatte nie auf seine Rechte verzichtet und hielt, als Kaiser Otto Rom verlassen hatte, eine Synode ab. Dieselben Bischöfe, die ihn seinerzeit abgesetzt hatten, fällten nun dasselbe Urteil gegen Leo VIII. Johannes XII. starb jedoch am 14. Mai 964.
Ohne sich weiter um Leo VIII. zu kümmern, der im Lager Kaiser Ottos Zuflucht gesucht hatte, wählten nun die Römer Benedikt V. (22. Mai bis 23. Juni 964) zum Papst. Otto, der in dieser Wahl einen Bruch des zunächst auch von Johannes XII. gebilligten Privilegiums sah, zog nun mit starker Heeresmacht gegen Rom. Benedikt V. wurde abgesetzt und an seine Stelle wurde wieder Papst Leo VIII. ins Amt gehoben, doch dieser starb schon im März 965.

## Weblink
| Vorgänger     | Amt           | Nachfolger     |
| ------------- | ------------- | -------------- |
| Johannes XII. | Papst 963–964 | Johannes XII.  |
| Benedikt V.   | Papst 964–965 | Johannes XIII. |

| Personendaten    | Personendaten                       |
| ---------------- | ----------------------------------- |
| NAME             | Leo VIII.                           |
| KURZBESCHREIBUNG | Papst (963–965)                     |
| GEBURTSDATUM     | 9. Jahrhundert oder 10. Jahrhundert |
| GEBURTSORT       | Rom                                 |
| STERBEDATUM      | 1. März 965                         |